# Claus Strunz

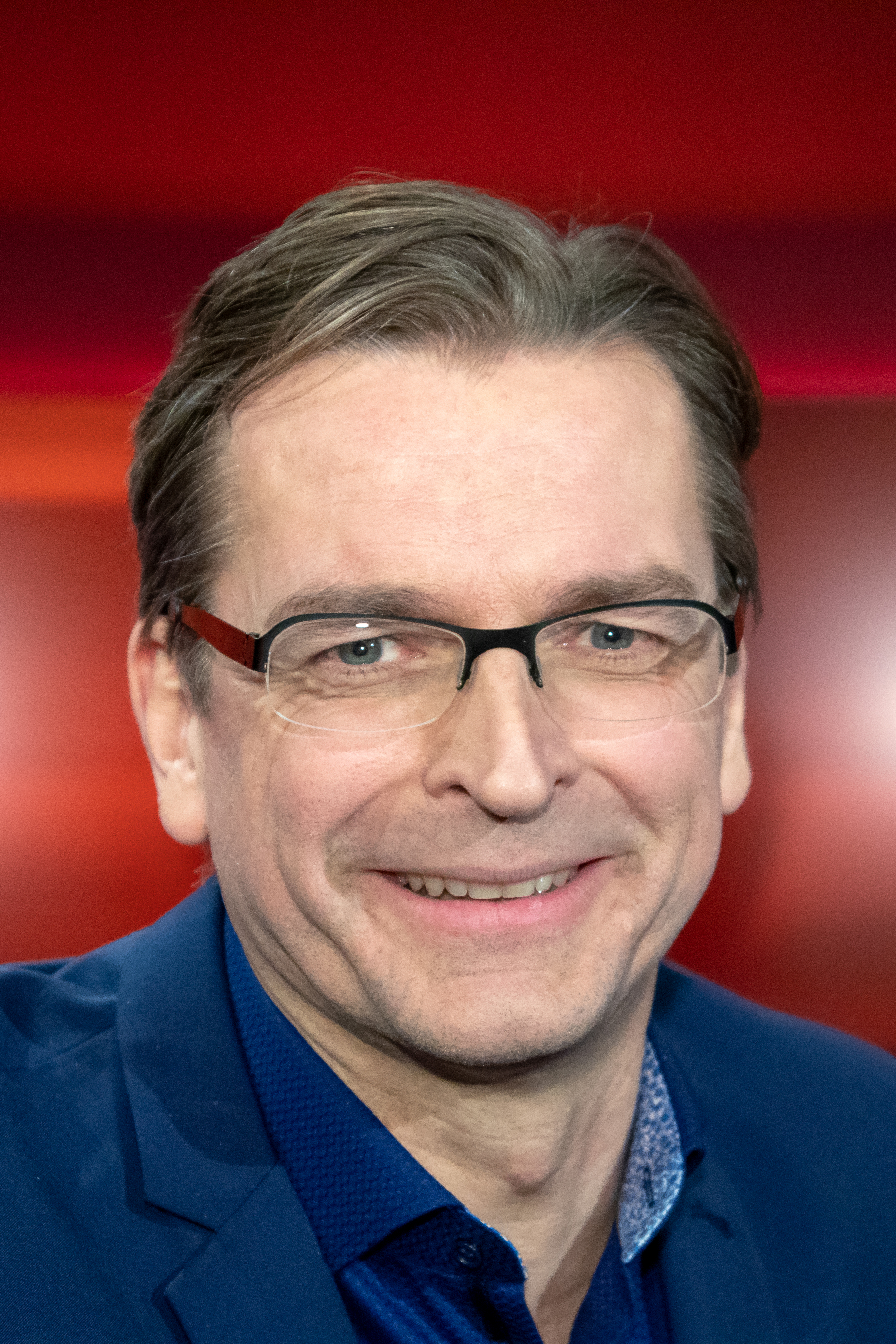
Claus Strunz (2018)

Claus Strunz (* 29. September 1966 in Münchberg) ist ein deutscher Boulevard-Journalist und Fernsehmoderator.

## Leben
Nach dem Abitur in Bayreuth volontierte Strunz beim Nordbayerischen Kurier. 1989 begann er ein Studium der Politikwissenschaft, Germanistik und Medienrecht an der Ludwig-Maximilians-Universität München, das er 1994 mit dem Magister Artium abschloss. Bis August 1998 arbeitete er für die Abendzeitung, wo er zuletzt Leiter des Nachrichtenressorts war.
Ab September 1998 arbeitete Strunz für die Tageszeitung Die Welt, deren stellvertretender Chefredakteur er im Oktober 1999 wurde. Im Oktober 2000 löste er Michael Spreng als Chefredakteur der Bild am Sonntag ab. Diesen Posten gab er zum 1. August 2008 an Walter Mayer ab und wurde am 15. Oktober 2008 als Nachfolger von Menso Heyl Chefredakteur des Hamburger Abendblatts. Am 1. Juli 2011 wurde er Geschäftsführer des Bereichs TV- und Videoproduktionen der Axel Springer AG. Seinen Posten als Chefredakteur des Hamburger Abendblatts übernahm Lars Haider.
Von Oktober 2002 bis November 2003 moderierte Strunz zusammen mit Andrea Fischer die n-tv-Talkshow Grüner Salon und von März 2004 bis Juli 2010 die N24-Talkshow Was erlauben Strunz!? Der Name der Sendung spielt auf einen Ausspruch des Fußballtrainers Giovanni Trapattoni über den Fußballer Thomas Strunz aus dem Jahr 1998 an. Anschließend war er von März 2011 bis Oktober 2013 Gastgeber der Sat.1-Sendung Eins gegen Eins und von Juni bis Dezember 2013 Gastgeber der N24-Sendung Deutschland akut – Die Welt Talk.

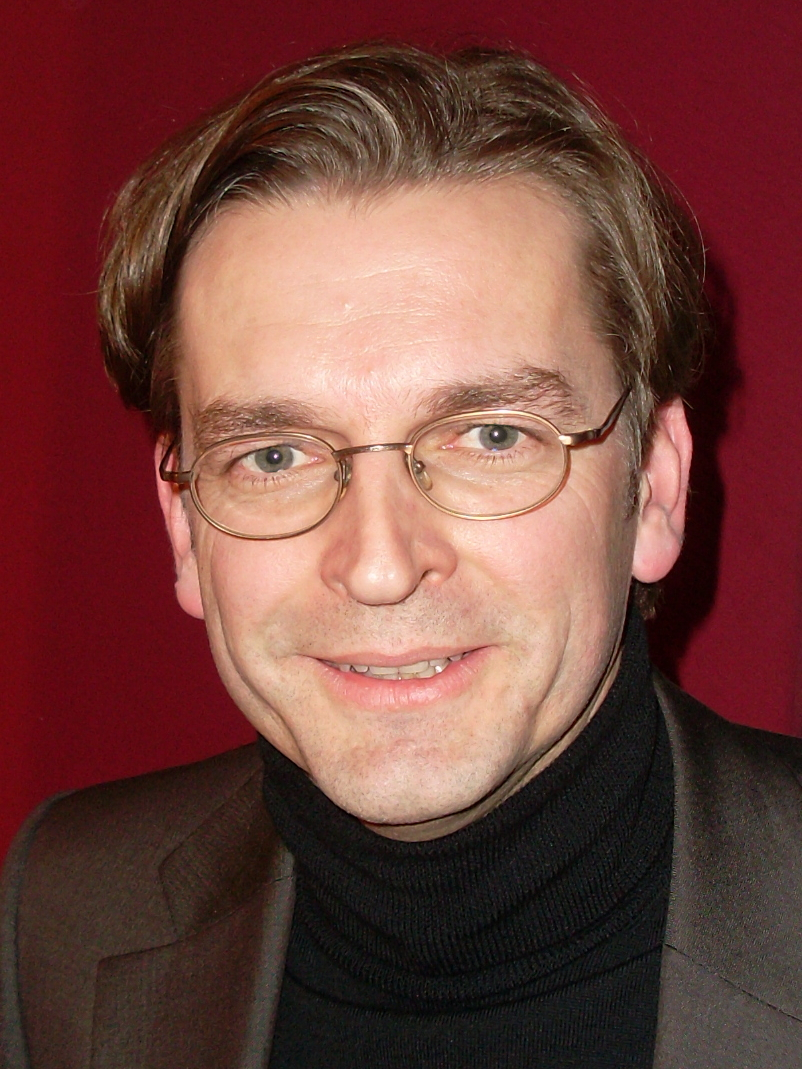
Claus Strunz (2008)

Am 1. Juli 2014 wurde Strunz Geschäftsführer der Maz & More TV Produktion. Er war damit für das Sat.1-Frühstücksfernsehen verantwortlich und trat dort auch regelmäßig auf. Nachdem er die Sat.1-Sendung Akte im September 2015 als Vertretung für Ulrich Meyer moderiert hatte, wurde er im Januar 2017 Moderator der Sendung. Er moderierte die Sendung bis Dezember 2018. Im August 2019 trat Claudia von Brauchitsch seine Nachfolge an.
Im August und September 2017 moderierte Strunz mehrere Sendungen zur Bundestagswahl 2017 auf Sat.1. Er war einer von vier Moderatoren des TV-Duells zur Bundestagswahl 2017 zwischen Angela Merkel und Martin Schulz.
Am 15. Januar 2021 wurde Strunz als Verantwortlicher für das Bewegtbildangebot Bild Live Mitglied der Bild-Chefredaktion. Nach der Entlassung von Julian Reichelt wurde er am 18. Oktober 2021 Teil des Chefredakteur-Teams, zu dem außerdem der Vorsitzende Johannes Boie und Alexandra Würzbach gehörten. Er war außerdem für das Bewegtbildangebot Bild Live verantwortlich. 2023 entband der Springer-Verlag die drei Bild-Chefredakteure von ihren Aufgaben. Im März 2024 verließ Strunz den Axel Springer Verlag auf eigenen Wunsch. Seit August 2024 ist Strunz Mitglied im radio B2 GmbH-Redaktionsbeirat. Seit Oktober 2024 ist er CEO von Euronews.
Strunz ist seit 2005 mit der Journalistin Anne Meyer-Minnemann verheiratet, die von 2014 bis 2019 Chefredakteurin der Zeitschrift Gala war, und hat mit ihr zwei Töchter. Seit 2017 lebt Strunz getrennt von seiner Frau. Darüber hinaus ist er Anhänger des 1. FC Nürnberg.

## Positionen und Kritik
Strunz bezeichnete Populismus als „Viagra für die Demokratie“. Medienkritiker schreiben Strunz jedoch selbst populistische, mitunter rechtspopulistische Tendenzen zu. So bediente er nach Einschätzung mehrerer Medien in verschiedenen TV-Sendungen flüchtlingsfeindliche Ressentiments und den Sprachduktus der AfD. 2018 veröffentlichte er sein Buch Geht's noch, Deutschland?, in dem er die Einwanderungspolitik von Angela Merkel kritisiert. Im Bundestagswahlkampf 2021 kritisierte er die Einführung eines Hinweisportals zur Verarbeitung von anonymen Anzeigen der Straftat Steuerhinterziehung als „Steuer-Stasi“.

## Filmografie
| Titel                                                                         | Sender                                 | Zeitraum                                                         |
| ----------------------------------------------------------------------------- | -------------------------------------- | ---------------------------------------------------------------- |
| Grüner Salon                                                                  | N-TV                                   | Oktober 2002 bis November 2003                                   |
| Was erlauben Strunz!?                                                         | N24                                    | März 2004 bis Juli 2010                                          |
| Eins gegen Eins                                                               | Sat.1                                  | März 2011 bis Oktober 2013                                       |
| Deutschland akut – Die Welt Talk                                              | N24                                    | Juni bis Dezember 2013                                           |
| Sat.1-Frühstücksfernsehen                                                     | Sat.1                                  | Juli 2014 bis August 2021                                        |
| Akte                                                                          | Sat.1                                  | September 2015 (Urlaubsvertretung) Januar 2017 bis Dezember 2018 |
| Der Faktencheck mit Claus Strunz                                              | Sat.1                                  | Oktober 2016 bis September 2018                                  |
| Wahl 2017: Die 10 wichtigsten Fragen der Deutschen. Klartext mit Claus Strunz | Sat.1                                  | August 2017                                                      |
| Das TV-Duell: Merkel – Schulz                                                 | Das Erste, ZDF, RTL, Sat.1 und Phoenix | September 2017                                                   |

## Schriften
- Geht's noch, Deutschland? Plassen Verlag, 2018, ISBN 978-3-86470-596-0.